# Sorbole... che romagnola
Sorbole… che romagnola è un film di genere commedia erotica del 1976, diretto da Alfredo Rizzo.

## Trama
Una guida turistica romagnola, per l'errore di un'agenzia, è costretta a pagare il conto assai  salato dell'albergo dove era alloggiata insieme ai suoi gitanti. Non avendo denaro a sufficienza si offre di fare la dietologa, e trasformare le 'abbondanti' mogli degli abitanti del luogo in magre fanciulle  appetibili dal punto di vista sessuale, in quanto i mariti da tempo trovano consolazione tra le braccia delle prostitute. Una volta saldato il conto, la ragazza riparte con la soddisfazione di tutti, e troverà anche l'amore.

## Produzione
È l'ultimo film di Mario Pisu morto poco tempo dopo la fine delle riprese e che per questo motivo non poté doppiarsi.

## Distribuzione
Il film venne iscritto al Pubblico registro cinematografico il 14 gennaio 1977 con il n. 6.634. Presentato alla Commissione di Revisione Cinematografica il 9 settembre 1976, ottenne il visto di censura n. 69.069 del 22 settembre 1976, con una lunghezza della pellicola di 2.620 metri, vietandolo ai minori di 14 anni "per le scene di nudi femminili, talora in atteggiamenti lascivi". Venne girato negli studi Cave Film e, per gli esterni, a Civitella San Paolo. È stato pubblicato in DVD dalla RaroVideo nella collana "Il cinema segreto italiano".